# 罗斯·弗勒德 (硬地滚球运动员)
罗斯·弗勒德（英語：Ross Flood，1952年2月22日—），新西兰硬地滚球运动员。他曾代表新西兰参加2000年和2004年夏季残疾人奥林匹克运动会硬地滚球比赛，其中2004年夏季残奥会获得一枚银牌。